# تپه چهار بلاغ
تپه چهار بلاغ مربوط به دوره اشکانیان - دوره ساسانیان است و در شهرستان سنقر، بخش مرکزی، روستای حسین‌آباد واقع شده و این اثر در تاریخ ۱۱ مرداد ۱۳۸۴ با شمارهٔ ثبت ۱۲۵۲۰ به‌عنوان یکی از آثار ملی ایران به ثبت رسیده است.